# Abraham Bleibtreu
Johann Abraham Bleibtreu (* 24. Mai 1775 in Neuwied; † 1. April 1852 in Erpel) war ein deutscher Bergbauunternehmer und Bergmeister, der zusammen mit seinem Bruder Leopold Bleibtreu Anfang des 19. Jahrhunderts maßgeblich den Bergbau im Rheinland prägte.

## Familie
Abraham Bleibtreu war der Sohn von Carl Philipp Bleibtreu (1746–1812) und Sara geb. Bolckhaus, Tochter des Kölner Kaufmanns Jacob Bolckhaus. Sein jüngerer Bruder war der Bergbauunternehmer und Bergmeister Leopold Bleibtreu (1777–1839). Sein Neffe Hermann Bleibtreu (1821–1881) war der Erfinder des deutschen Portlandzements.
Abraham Bleibtreu war mit Catharina Hönerscheid (1793–1857) verheiratet und hatte sechs Kinder.

## Leben
Abraham Bleibtreu wuchs in Neuwied auf. Er besuchte zusammen mit seinem jüngeren Bruder Leopold die Lateinschule in Neuwied und hatte später Privatunterricht. Er wurde im väterlichen Betrieb und bei seinem Vetter Ludwig Bleibtreu in Rotterdam kaufmännisch ausgebildet. Im Jahr 1803 wurde er, in der Nachfolge seines Bruders Leopold, Berginspektor und übernahm damit die Leitung der familieneigenen Erzbergwerke St. Josephsberg (auch Bergwerk Virneberg genannt) in Rheinbreitbach und St. Marienberg im benachbarten Bruchhausen. Mit verschiedenen Geschäftspartnern gründete und betrieb Abraham Bleibtreu zahlreiche weitere Bergwerke im Rheinland, u. a.
- 1804 die Erzgrube Philippine in Oberbachem, heute ein Ortsteil von Wachtberg, später verbunden mit der Grube Laura,
- ein Braunkohlebergwerk in Orsberg, heute ein Ortsteil von Erpel,
- 1821 eine Braunkohlegrube in Leimersdorf,[4] heute ein Ortsbezirk von Grafschaft,
- eine Braunkohlegrube Catharinenfeld bei Pech, heute ein Ortsteil von Wachtberg.

An einigen Gewerkschaften der Brüder Bleibtreu waren u. a. die Brüder Johann Christian (1757–1829) und Engelbert Anton Rhodius (1751–1822) aus Köln-Mülheim beteiligt. Zwei Söhne von Johann Christian Rhodius, Christian (1798–1865) und Engelbert Rhodius (1804–1883), führten einige Gruben später allein weiter. Diese beiden Brüder waren 1827 auch Mitbegründer der Bleiweißfabrik in Burgbrohl, eines Vorgängerunternehmens der Gebrüder Rhodius GmbH & Co. KG.
In den Jahren 1806 und 1809 errichteten die Brüder Leopold und Abraham Bleibtreu zwei Alaunfabriken im heutigen Bonner Stadtteil Holzlar. Diese entwickelten sie bis in die 1830er Jahre zur größten Alaunhüttenunternehmung Preußens. Im Jahr 1825 wurde Abraham Bleibtreu zum Fürstlich-Wiedischen und 1830 zum Königlich-Preußischen Bergmeister bestellt. Er erließ für das Fürstlich-Wiedische Bergamt die bergpolizeiliche Strafordnung vom 7. Juni 1837 und die Vorschriften über die Führung der Zechenbücher.
Abraham Bleibtreu übernahm 1811 das von seinem Bruder Leopold Bleibtreu im Jahr 1804 erworbene ehemalige Karmeliterkloster in Erpel. Dort wohnte er bis zu seinem Tod am 1. April 1852. Sein Grab befindet sich auf dem Evangelischen Friedhof in Holzlar.